# Lista das campeãs do carnaval de Joaçaba
Lista das escolas de samba campeãs no Carnaval de Joaçaba.

## Campeãs
| Ano                                            | Campeã                    | Enredo                                                                                               | Carnavalesco       | Ref.               |
| ---------------------------------------------- | ------------------------- | --- | ------------------ | ------------------ |
| 1979                                           | Vale Samba                | Reis do Petróleo                                                                                     |                    | [ 1 ] [ 2 ]        |
| 1980                                           | Unidos do Herval          | Puxa a locomotiva e leva para avenida o nosso Carnaval                                               |                    | [ 1 ] [ 2 ]        |
| 1981                                           | Vale Samba                | As Quatro Estações                                                                                   |                    | [ 1 ] [ 2 ]        |
| 1982                                           | Vale Samba                | O Mundo Mágico do Circo                                                                              | Jorge Zamoner      | [ 1 ] [ 2 ]        |
| Entre 1983 a 1986 não ocorreu desfile oficial. |                           | |                    |                    |
| 1987                                           | Vale Samba                | História do Carnaval de Joaçaba                                                                      |                    | [ 1 ] [ 2 ]        |
| Entre 1988 a 1992 não ocorreu desfile oficial. |                           | |                    |                    |
| Em 1993 o carnaval é retomado.                 |                           | |                    |                    |
| 1994                                           | Vale Samba                | Vale Samba , sua História, sua Glória                                                                |                    | [ 1 ] [ 2 ]        |
| 1995                                           | Vale Samba                | A Lenda do Vale do Rio                                                                               |                    | [ 1 ] [ 2 ]        |
| 1996                                           | Vale Samba                | Entre o Céu e a Terra Brilham Astros                                                                 |                    | [ 1 ] [ 2 ]        |
| Era LIESJHO                                    |                           | |                    |                    |
| 1997                                           | Aliança                   | Na Ilha da Magia, Voando eu vi                                                                       | Márcio Marchetti   | [ 1 ] [ 2 ] [ 3 ]  |
| 1998                                           | Aliança                   | Preguiça e cansaço: O sono não é pecado                                                              | Márcio Marchetti   | [ 1 ] [ 2 ] [ 3 ]  |
| 1999                                           | Vale Samba                | A Zebra está no ar                                                                                   | Jorge Zamoner      | [ 1 ] [ 2 ] [ 3 ]  |
| 2000                                           | Vale Samba                | Do passado Contestado um presente de futuro                                                          | Jorge Zamoner      | [ 1 ] [ 2 ] [ 3 ]  |
| 2001                                           | Vale Samba                | Nas asas da imaginação                                                                               | Jorge Zamoner      | [ 1 ] [ 2 ] [ 3 ]  |
| 2002                                           | Vale Samba                | Pão, Sombra e Água Fresca                                                                            | Jorges Zamoner     | [ 1 ] [ 2 ] [ 3 ]  |
| 2002                                           | Unidos do Herval          | Axé, a Unidos enfeitiça com samba no pé                                                              | Gerson Oliveira    | [ 1 ] [ 2 ] [ 3 ]  |
| 2003                                           | Aliança                   | Caá, caigüá, caá-y, uma herança guarany                                                              | Lola               | [ 2 ] [ 3 ]        |
| 2004                                           | Vale Samba                | É Prata, É Ouro, A festa das festas                                                                  | Jorge Zamoner      | [ 1 ] [ 2 ] [ 3 ]  |
| 2005                                           | Aliança                   | Olha pra mim                                                                                         | Lola e Carlos Fett | [ 2 ] [ 3 ]        |
| 2006                                           | Aliança                   | Gostosa como um abraço                                                                               | Lola e Carlos Fett | [ 2 ] [ 3 ] [ 4 ]  |
| 2007                                           | Aliança                   | Não É Azul,É "Al Zulayj" Moura Pedra Polida, Verde, Branca, Multicolorida                            | Lola e Carlos Fett | [ 2 ] [ 3 ] [ 5 ]  |
| 2008                                           | Vale Samba                | No caminho dos seringais, a Vale Samba percorre a Amazônia: preservar é preciso                      | Jorge Zamoner      | [ 2 ] [ 3 ] [ 6 ]  |
| 2009                                           | Aliança                   | Minha cultura, sua herança. Sou negro. Sou Aliança                                                   | Lola e Carlos Fett | [ 2 ] [ 3 ] [ 7 ]  |
| 2010                                           | Aliança                   | Paraíso Imaginado, Eldorado Cobiçado                                                                 | Carlos Fett        | [ 2 ] [ 3 ] [ 8 ]  |
| 2011                                           | Vale Samba                | No espelho me inspirei, por seu reflexo me apaixonei, no compasso da Vale Samba, você pode ser o rei | Luiz Dorini        | [ 2 ] [ 3 ] [ 9 ]  |
| 2012                                           | Vale Samba                | Evolução, revolução... O fantástico mundo da comunicação!                                            | Luiz Dorini        | [ 2 ] [ 3 ] [ 10 ] |
| 2013                                           | Aliança                   | Sou o sete... Meus mistérios não são tão sérios                                                      | Carlos Fett        | [ 11 ]             |
| 2014                                           | Aliança                   | Tim Tim                                                                                              | Carlos Fett        | [ 12 ]             |
| 2014                                           | Unidos do Herval          | Havante Unidos - Compra Que Eu Vendo Alegria!                                                        | Zezzo Henze        | [ 12 ]             |
| 2015                                           | Aliança                   | Se a canoa não virar eu chego lá                                                                     | Carlos Fett        | [ 13 ]             |
| 2016                                           | Aliança                   | A verde e branco é laranja                                                                           | Carlos Fett        | [ 14 ]             |
| 2017                                           | Aliança                   | Viajei… joias busquei…com as pedras verdes sonhei!                                                   | Carlos Fett        | [ 15 ]             |
| 2018                                           | Aliança                   | Elo de amor                                                                                          | Carlos Fett        | [ 16 ]             |
| 2019                                           | Acadêmicos do Grande Vale | No Contestado, Vale do carnaval, a Acadêmicos faz uma Grande festa cultural                          | Jorge Zamoner      | [ 17 ]             |
| 2020                                           | Aliança                   | O país do Carnaval antes mesmo de Cabral                                                             | Carlos Fett        | [ 18 ] [ 19 ]      |
| 2023                                           | Acadêmicos do Grande Vale | A Acadêmicos Festeja o Solo Sagrado                                                                  | Jorge Zamoner      |                    |
| 2024                                           | Acadêmicos do Grande Vale | Tejo 50 anos                                                                                         | Jorge Zamoner      |                    |
| 2025                                           | Vale Samba                | Abracadabra                                                                                          | Zezzo Henze        |                    |

## Número de títulos por escola
| Nº  | Escola                    | Total |
| --- | ------------------------- | ----- |
| 1.º | Vale Samba                | 16    |
| 2º  | Aliança                   | 15    |
| 3.º | Unidos do Herval          | 3     |
| 4.º | Acadêmicos do Grande Vale | 3     |